# Хрватска на Светском првенству у атлетици у дворани 2022.
Хрватска је учествовала на 18. Светском првенству у атлетици у дворани 2022. одржаном у Београду од 18. до 20. марта. У свом петнаестом учешћу на Светским првенствима у дворани до данас, репрезентацију Хрватске представљале су 2 атлетича (1 мушкарац и 1 жена) који су се такмичили у 2 дисциплине (1 мушка и 1 женска).,
На овом првенству такмичарке Хрватске нису освојиле ниједну медаљу.
У табели успешности према броју и пласману такмичара који су учествовали у финалним такмичењима (првих 8 такмичара) Хрватска је са 1 учесником у финалу делила 34. место са 5 бодова.
| Пл.  | Земља    | 1. место | 2. место | 3. место | 4. место | 5. место | 6. место | 7. место | 8. место | Бр. фин. | Бод. |
| ---- | -------- | -------- | -------- | -------- | -------- | -------- | -------- | -------- | -------- | -------- | ---- |
| =34. | Хрватска | 0        | 0        | 0        | 1        | 0        | 0        | 0        | 0        | 1        | 5    |

## Учесници
| Мушкарци: - Филип Михаљевић — Бацање кугле | Жене: - Андреа Иванчевић — 60 м препоне |

## Резултати

### Мушкарци
| Атлетичар       | Дисциплина   | Лични рекорд | Квалификације | Квалификације | Полуфинале | Полуфинале | Финале   | Финале      | Детаљи |
| Атлетичар       | Дисциплина   | Лични рекорд | Резултат      | Место         | Резултат   | Место      | Резултат | Место       | Детаљи |
| --------------- | ------------ | ------------ | ------------- | ------------- | ---------- | ---------- | -------- | ----------- | ------ |
| Филип Михаљевић | Бацање кугле | 21,94 о      |               |               |            |            | 21,83    | 4 / 17 (18) |        |

### Жене
| Атлетичарка    | Дисциплина   | Лични рекорд | Квалификације | Квалификације | Полуфинале            | Полуфинале            | Финале                | Финале       | Детаљи |
| Атлетичарка    | Дисциплина   | Лични рекорд | Резултат      | Место         | Резултат              | Место                 | Резултат              | Место        | Детаљи |
| -------------- | ------------ | ------------ | ------------- | ------------- | --------------------- | --------------------- | --------------------- | ------------ | ------ |
| Ивана Лончарек | 60 м препоне | 8,06         | 8,19(.187)    | 4. у гр. 2    | Није се квалификовала | Није се квалификовала | Није се квалификовала | 28 / 41 (45) |        |